# 圣让圣热尔韦
圣让圣热尔韦（法語：Saint-Jean-Saint-Gervais，法語發音：[sɛ̃ ʒɑ̃ sɛ̃ ʒɛʁvɛ]）是法国多姆山省的一个市镇，位于该省南部偏东，属于伊苏瓦尔区。

## 地理
圣让圣热尔韦（45°24'52"N, 3°22'33"E）面积14.39 平方千米，位于法国奥弗涅-罗讷-阿尔卑斯大区多姆山省，该省份为法国中南部省份，北起阿列省接壤，东临卢瓦尔省，南至上盧瓦爾省和康塔爾省，西接科雷兹省和克勒兹省。
与圣让圣热尔韦接壤的市镇（或旧市镇、城区）包括：欧宗、韦泽祖、小尚帕尼亚、拉沙佩勒叙于松、埃斯泰伊、瑞莫、圣马丹多利耶尔、瓦尔兹苏沙托讷夫。

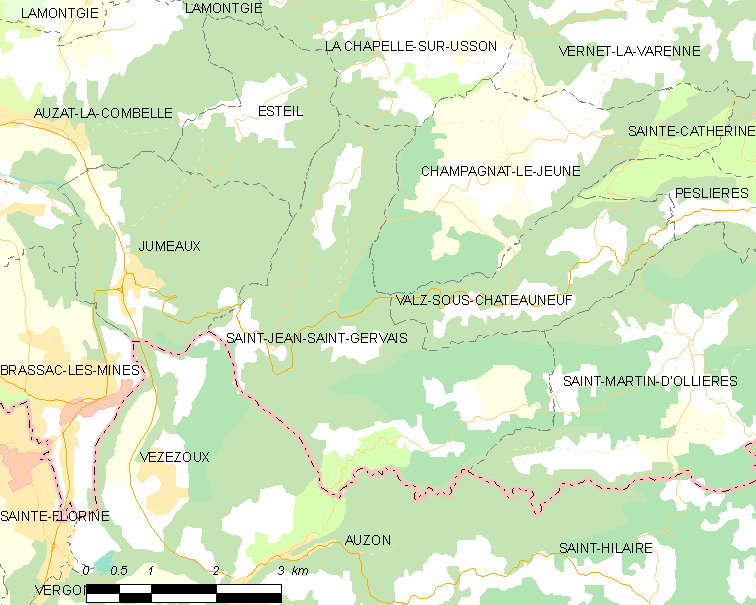
圣让圣热尔韦的OSM定位图

圣让圣热尔韦的时区为UTC+01:00、UTC+02:00（夏令时）。

## 行政
圣让圣热尔韦的邮政编码为63570，INSEE市镇编码为63367。

## 政治
圣让圣热尔韦所属的省级选区为布拉萨克莱米讷县。

## 人口

1962-2008年间圣让圣热尔韦人口变化图示

圣让圣热尔韦于2022年1月1日时的人口数量为127人。